# Kanton Aytré
Kanton Aytré (fr. Canton d'Aytré) je francouzský kanton v departementu Charente-Maritime v regionu Poitou-Charentes. Skládá se ze tří obcí.

## Obce kantonu
- Angoulins
- Aytré
- Châtelaillon-Plage